# Blue Water
Blue Water – singel Fields of the Nephilim wydany w 1987 roku zawierający materiał, który znalazł się dopiero na albumie Revelations. W USA utwór Blue water umieszczono na albumie Dawnrazor. Płyta pojawiła się (jak wszystkie wczesne single FOTN) wyłącznie w wersji winylowej (7" i 12"), nakładem wytwórni Situation Two.
Spis utworów:
wersja 7":
1. Blue water (electrostatic) (5:48)
2. In every dream home a heartache (7:32)

wersja 12":
1. Blue water (electrostatic) (5:48)
2. In every dream home a heartache (7:32)
3. Blue water (hotwire) (5:34)